# 绝妙十一图
绝妙十一图（The Magnificent Eleven）是摄影师罗伯特·卡帕在诺曼底登陆當天拍摄的一组照片。诺曼底登陆当天，卡帕跟随最先登陆的美军部队中的一批人冲上奥马哈海滩。卡帕本人称，自己那天冒着敌方火力拍摄了106张照片，但在《生活》周刊的伦敦照片工作室的一场冲洗事故中，除11张以外，其余底片全部损毁，但这次意外事故的具体情况仍存在争议。从此，幸存下来的11张照片就被冠以“绝妙十一图”之名。这组照片后来得到了不少人的高度評價，据信斯蒂芬·斯皮尔伯格在拍摄电影《搶救雷恩大兵》期间就借鉴了它们。